# Lou Hooverová
Louise „Lou“ Henryová Hooverová (29. března 1874, Waterloo, Iowa – 7. ledna 1944) byla manželkou 31. prezidenta USA Herberta Hoovera a v letech 1929–1933 vykonávala funkci první dámy USA.
Narodila se v rodině bankéře Charlese Delana Henryho a jeho ženy Florence Wedové Henryové. Vystudovala Stanfordovu univerzitu a stala se první Američankou, která získala absolutorium z geologie, zde se také seznámila s chudým milovníkem přírody Herbertem Hooverem. V roce 1897 se konala svatba, manželé poté odjeli do Číny za prací, procestovali celý svět, poté se usadili v Londýně. Narodili se jim dva synové Herbert Jr. (1903) a Albert (1907). Lou psala články o geologii, ale i o historii. Během první světové války se stali útočištěm Američanů v Anglii, ona uspořádala humanitární dodávky pro Belgii v celkové hodnotě 1 miliarda dolarů. Po válce založila v Belgii americkou ženskou nemocnici.
V roce 1917 se odstěhovali do Washingtonu, kde Lou pomáhala vytvářet levné byty. Stala se symbolickou představitelkou politiky „hooverizing“ (šetření s potravinami). Roku 1922 byla zvolena federální předsedkyní dívčího skautingu. Snažila se o ženskou univerzální rovnoprávnost. Poté, kdy bylo zavedeno ženské volební právo (1920), se angažovala v League of Women's Voters, kde se politicky vzdělávali nové občanky. Zasazovala se o rovnoprávnost sportovkyň. Dostala několik čestných doktorátů. Naplňovala své politické cíle nezávisle na manželovi (vystupovala proti vládním korupčním skandálům, přestože byl její manžel v té době ministr obchodu).
V roce 1929 se stal její manžel prezidentem, Lou nedůvěřovala tisku a byla více umírněnější v názorech, přesto prosazovala, že by muži měli převzít většinu domácích prací. Zavedla zdravou výživu v Bílém domě. Zrušila zvyk, kdy na Nový rok mohl každý občan prezidentovi potřást rukou, kvůli prohibici zrušila v Bílém domě vinný sklep. Hoover díky manželce prosadil, aby v pravidlech pro přijímaní do veřejné služby bylo sousloví „bez ohledu na pohlaví“. Jako první prezidentova manželka pronášela projevy sama, dokonce i prostřednictvím rozhlasu. Manželé Hooverovi byli bohatí a během hospodářské krize platili stravu pro celý Bílý dům, sama posílala potřebným peníze. Zasazovala se o vysoký standard veřejného školství. V roce 1929 se odhodlala k velkému činu, když pozvala na recepci manželku jediného afroamerického kongresmana Jessie DePriestovou, vzbudila tím nevoli jižních států a naopak velkou podporu v těch severních.
Po skončení funkčního období se přestěhovali do Stanfordu, Lou během 2. světové války pracovala pro Mezinárodní červený kříž.
7. ledna 1944 zemřela nečekaně na srdeční infarkt.